# Lennert Hallaert
Lennert Hallaert (17 april 2003) is een Belgisch voetballer die onder contract ligt bij Zulte Waregem.

## Carrière
Hallaert is een jeugdproduct van Club Brugge. In het seizoen 2020/21 speelde hij drie wedstrijden voor Club NXT in Eerste klasse B (tegen RFC Seraing, KMSK Deinze en RWDM). In april 2021 tekende hij bij SV Zulte Waregem, waar hij in eerste instantie aansloot bij de beloften. Op 5 augustus 2022 maakte hij zijn officiële debuut in het eerste elftal van de club: op de derde competitiespeeldag van de Jupiler Pro League liet trainer Mbaye Leye hem uitgerekend in de 80e minuut invallen voor Alieu Fadera.

## Clubstatistieken
| Seizoen         | Club            | Land            | Competitie      | Competitie | Competitie | Beker | Beker | Supercup | Supercup | Europees | Europees | Totaal | Totaal |
| Seizoen         | Club            | Land            | Competitie      | Wed.       | Dlp.       | Wed.  | Dlp.  | Wed.     | Dlp.     | Wed.     | Dlp.     | Wed.   | Dlp.   |
| --------------- | --------------- | --------------- | --------------- | ---------- | ---------- | ----- | ----- | -------- | -------- | -------- | -------- | ------ | ------ |
| 2020/21         | Club NXT        | Vlag van België | Eerste klasse B | 3          | 0          | —     | —     | —        | —        | —        | —        | 3      | 0      |
| Carrière totaal | Carrière totaal | Carrière totaal | Carrière totaal | 3          | 0          | 0     | 0     | 0        | 0        | 0        | 0        | 3      | 0      |

Bijgewerkt op 2 mei 2021.